# 尚道子
尚道子（しょう みちこ、1920年2月9日—2002年2月15日），原名宮城道子，琉球人，日本東京出身的美食家，发明了著名的章鱼香肠，即将香肠一端切成条状，放火上烘烤后自然展开如章鱼状的香肠。

## 家族
尚道子也是琉球國第二尚氏王朝末代國王尚泰之孫尚明之妻，長子尚卓為琉球尚氏王室成員親睦團體水魚會會長。次子尚承是琉球宮廷派烹飪廚師。她是琉球水產事業家宮城新昌長女，母親是尚維衡（浦添王子朝滿）的後裔親泊朝擢（向氏）之女；大舅父是日本陸軍軍人親泊朝省；二舅父親泊朝晉是教育家，娶尚順五女尚芳子；弟弟宮城昌康是馬評人，娶演員若松和子為妻，女婿是騎師中舘英二；妹妹岸朝子（原名宮城朝子）也是美食家。

## 著作
- 『やりくり家庭料理』（NHKきょうの料理）、日本放送出版協会、1976。

## 外部連結
- 尚 道子 （页面存档备份，存于）